# Clive Stevens
Clive Stevens (* 18. Februar 1948 in Bristol; † 24. Januar 2019) war ein britischer Jazz- und Fusion-Musiker (Saxophone, Flöte, Keyboard, Perkussion).

## Leben und Wirken
Stevens hatte Saxophonunterricht bei Eddie Jackman und Ronnie Ross. 1970 war er an Manfred Manns Chapter III beteiligt, bevor er in die USA ging, wo er am Berklee College of Music Komposition, Arrangement und Improvisation studierte. Er setzte seine Ausbildung am San Francisco Conservatory of Music, der Guildhall School of Music und der US Naval Academy of Music fort und nahm privaten Unterricht bei Lee Konitz (Saxophon) und W. A. Mathieu (Komposition).
Stevens unternahm Tourneen in Europa, Indien, den USA, der Karibik und Südamerika. Er arbeitete als Sideman mit zahlreichen Musikern, darunter John Abercrombie, Billy Cobham, Steve Hackett, Gilberto Gil, Naná Vasconcelos, Mino Cinelu, Ralph Towner, Joe Delia, Hugo Fattoruso, Charles Austin/Joe Gallivan, Rick Laird und Manolo Badrena und nahm mehrere eigene Alben auf.

## Diskografie
- Atmospheres mit John Abercrombie, Billy Cobham, Steve Khan, Rick Laird, Ralph Towner, Harry Wilkinson, 1972 (Capitol Records)
- Voyage to Uranus mit John Abercrombie, Thabo Michael Carvin, David Earle Johnson, Ralph Towner, Stu Woods, 1974 (Capitol Records)
- Brainchild mit Manolo Badrena, Bunny Brown, Ronald Drayton, Sammy Figueroa, Winston Grennan, Bryant Montiro, Fernando Saunders, Philip Woo, 1982 (Guerrilla Records)
- Semijase, mit Bunny Brown, Ronald Drayton, Sammy Figueroa, Winston Grennan, Bryant Montiro, Fernando Saunders, Philip Woo, Steve Gaboury, Lincoln Goines, Steve Ferrone, Ryo Kawasaki, B. J. Nelson, 1983 (Voo Livre/EMI)
- New York Street Walk mit Bunny Brown, Ronald Drayton, Sammy Figueroa, Winston Grennan, Bryant Montiro, Fernando Saunders, Philip Woo, Steve Gaboury, Lincoln Goines, Steve Ferrone, Manolo Badrena, Roger Mayers, 1985 (Frog)
- Best Wishes (Film-Bonustrack), 1989
- Language of Secret Hearts mit Roberta Baum, Mino Cinelu, Frank Colon, Steve Gaboury, Lincoln Goines, Jeff Golub, J. T. Lewis, Peter Valentine, Naná Vasconcelos, 1992 (Frog)
- Millennium Jams mit Kevin Bartlett, Neil Carter Bodhran, Joe d’Elia, Sammy Figueroa, Mejdoub Ftati, Steve Gaboury, Arnd Geise, Alex Gunia, Harald Ingenha, Mat Junior, Thomas Kessler, Marlon Klein, Barbara Mendes, Jost Nickel, Carolina Swift, Sean Swift, 2000
- Invisible Intelligence, 2006 (Planet 8 Records)
- The Greatest Hits of Mr. X  2008 (Planet 8 Records)